# Tunnel of Love Express Tour
Die Tunnel of Love Express Tour war eine weltweite Konzerttournee des US-amerikanischen Singer-Songwriters Bruce Springsteen, gemeinsam mit seiner E Street Band. Mit ihr promotete der Musiker sein 1987 erschienenes Studioalbum Tunnel of Love. Gleichzeitig war es für lange Zeit (bis zur sogenannten Reunion Tour in den Jahren 1999 und 2000) Springsteens letzte Konzerte mit der E Street Band.

## Hintergrund
Die Tour wurde am 6. Januar 1988 offiziell angekündigt. Die Bezeichnung „Express“ im Tourneenamen rührte von ihrer kürzeren Dauer her – ungefähr halb so lang wie seine vorherigen Tourneen – und den kürzeren Aufenthalten an den einzelnen Orten, im Allgemeinen nur ein oder zwei Nächte. Die Kürze der Tournee resultierte auch darin, das sich Springsteen und die Mitglieder der E Street Band nach eigenen Worten auseinandergelebt hätten und kaum noch miteinander sprachen (bereits am Album Tunnel of Love war die Band kreativ kaum beteiligt.) Springsteen hatte zunächst erwogen, alleine auf Tour zu gehen, und sein Management hatte vorläufig 3.000-Sitzplätze in Nordamerika gebucht. Er entschied sich jedoch letztendlich gegen diesen Ansatz, da ihm der Ton der daraus resultierenden Show zu düster erschien.
Die Tunnel of Love Express Tour begann schließlich am 25. Februar 1988 in Worcester (Massachusetts) und endete am 4. August des gleichen Jahres in Barcelona. Insgesamt beinhaltete sie 67 Auftritte in Nordamerika und Europa. Ungewöhnlich war, dass Springsteen während des nordamerikanischen Tourabschnitts kein einziges Konzert in seinem Heimat-Bundesstaat New Jersey gab. Gerüchte, dass er nach seiner Europatournee dort eine Reihe spezieller Konzerte geben würde, erwiesen sich als unbegründet.
Springsteen verstärkte die E Street Band mit einer fünfköpfigen Bläsersektion unter der Leitung von Richie ‚La Bamba‘ Rosenberg. Allgemein bekannt als ‚The Miami Horns‘, waren sie kürzlich in der Kneipenszene an der Küste von New Jersey als ‚La Bamba and the Hubcaps‘ aufgetreten und wurden auf dieser Tour als ‚The Horns of Love‘ angekündigt. Diese Verstärkung der Band sollte sowohl deutlich sichtbar als auch hörbar sein. Springsteen plante bereits bei seiner ersten Tournee mit der E Street Band, einer Bläsersektion in seine Konzerte zu integrieren, hatte sich dies jedoch bis dahin finanziell nicht leisten können.
Das Bühnenbild bestand aus einer Art Wandteppich mit einem Motiv von Adam und Eva im Garten Eden. Der Auftritt der Band auf der Bühne, bis dahin eine zwanglose Angelegenheit, war nun aufwendig und stilisiert. Er war so aufgebaut, dass die Musiker der E Street Band und die Horns of Love Jahrmarktsbesucher darstellten, die ein Fahrgeschäft betreten, wobei Springsteens Assistent Terry Magovern einen Kartenverkäufer am Eingang spielte. Roy Bittan stand bereits am Synthesizer, als ein ausführliches Intro zu Tunnel of Love gespielt wurde. Die Bandmitglieder betraten die Bühne in Zweiergruppen (Max Weinberg/Danny Federici, Garry Tallent/Nils Lofgren), gefolgt von der Bläsergruppe, und nahmen Karten von Magovern entgegen. Jeder der Musiker war auffälliger gekleidet als bei früheren Touren. Als Nächstes kam Patti Scialfa in einem engen Minirock, aufwändig ondulierten Haaren und mit einem Haufen Luftballons in der Hand. Sobald die Musiker ihre Positionen auf der Bühne eingenommen hatten, begannen sie mit ihren Parts in Tunnel of Love. Als vorletzter betrat Clarence Clemons die Bühne mit einer einzelnen Rose zwischen den Zähnen. Springsteen erschien als Letzter, gekleidet in Hosen, Jacke und weißem Hemd, was sich von seinem früheren Jeans-und-Bandanas-Look abhob.
Insgesamt dauerten die Konzerte der Tournee etwas weniger als drei Stunden, bis zu einer Stunde kürzer als das, was das Publikum bisher von Springsteen gewohnt war. Die Setlisten waren während der Tour ungewöhnlich statisch, eine bewusste Entscheidung von Springsteen, der die Show als „fokussiert und spezifisch“ ansah.
Bei späteren Shows auf dem europäischen Teilstück begannen sich die Setlisten zu ändern, mit gelegentlichen Überraschungszusätzen. So tauchten Badlands und Thunder Road ein paar Mal auf, während die für den nordamerikanischen Tourabschnitt typischen Songankündigungen im Stil eines Fernsehpredigers wegen fehlendem kulturellen Kontext weggelassen wurden. Beim Konzert im Frankfurter Waldstadion am 12. Juli 1988 schwenkten anwesende US-amerikanische Zuschauer im Publikum Fahnen, als Born in the U.S.A. gespielt wurde. Anwesend bei diesem Konzert war auch Richard Burt, der damaligen US-Botschafter in Deutschland.
Das denkwürdigste Konzert der Europatournee fand am 19. Juli 1988 in Ost-Berlin auf der Radrennbahn Weißensee statt. Es wurde von der sozialistischen Jugendbewegung Freie Deutsche Jugend organisiert, um die Spannungen unter der jüngeren Bevölkerung Ostdeutschlands abzubauen, indem man einen der beliebtesten westlichen Musiker einlud. Insbesondere Springsteen wurde von der staatlichen Zeitung Neues Deutschland als „Amerikaner der Arbeiterklasse“ gepriesen, der „soziale Missstände und Ungerechtigkeiten in seinem Heimatland angreift“. Es war das größte Rockkonzert, das je in der DDR stattgefunden hatte und auch gleichzeitig das meistbesuchte Springsteen-Konzert. Die Besucherzahlen dieses Konzerts schwanken je nach Quelle zwischen 160.000 und 500.000 Zuschauern.
Aus diesem Anlass nahm Springsteen das Lied Chimes of Freedom von Bob Dylan in sein Liverepertoire auf und kündigte es mit den Worten an: „Ich möchte euch sagen, ich bin nicht hier für oder gegen irgendeine bestimmte Regierung, sondern um Rock ’n’ Roll für euch Ostberliner zu spielen ... in der Hoffnung, dass eines Tages alle Barrieren niedergerissen werden.“ Dieser Satz wurde aus der Übertragung des staatlichen Jugend-Radiosenders DT64 geschnitten. Das Konzert wurde zu einem der politisch bedeutsamsten Momente in Springsteens Karriere.

## Liveaufnahmen
Mehrere Konzerte der Tour wurden viele Jahre später in der Serie Bruce Springsteen Archives veröffentlicht. Im Juli 2015 veröffentlichte Springsteen L.A. Sports Arena, California 1988, die erste offizielle vollständige Live-Veröffentlichung dieser Tour. Sie enthielt die Show vom 23. April 1988 in der Los Angeles Memorial Sports Arena und war über seine Website verfügbar. Darauf folgten die Veröffentlichung der Show vom 3. Juli in Stockholm (November 2017), die Veröffentlichung des letzten US-Trails vom 23. Mai 1988 im Madison Square Garden (Januar 2019), die Show vom 28. März 1988 in Detroit (März 2020), die fünfte und letzte Show in der Los Angeles Memorial Sports Arena am 28. April 1988 (April 2021) und die erste Nacht im Madison Square Garden am 23. Mai 1988 (Mai 2022).

## Setlist
Nach Angaben der Fachwebsite setlist.fm wurde die folgende Setliste während der Tour am häufigsten gespielt:

### Beispiel-Setlist
- Tunnel of Love
- Boom Boom
- Be True
- Adam Raised a Cain
- Two Faces
- All That Heaven Will Allow
- Seeds
- Roulette
- Cover Me
- Brilliant Disguise
- Spare Parts
- War
- Born in the U.S.A.
- Tougher Than the Rest
- Ain’t Got You
- She’s the One
- You Can look (But You Better Don’t Touch)
- I’m a Coward
- I’m on Fire
- One Step Up
- Part Man, Part Monkey
- Dancing in the Dark
- Light of Day
- Born to Run
- Hungry Heart
- Glory Days
- Rosalita (Come Out Tonight)
- Tenth Avenue Freeze-Out
- Sweet Soul Music
- Raise Your Hand
- Twist and Shout

## Tourdaten
| Nr.                 | Datum               | Stadt               | Land                                    | Veranstaltungsort                 |
| Leg 1 – Nordamerika | Leg 1 – Nordamerika | Leg 1 – Nordamerika | Leg 1 – Nordamerika                     | Leg 1 – Nordamerika               |
| ------------------- | ------------------- | ------------------- | --------------------------------------- | --------------------------------- |
| 1                   | 25. Februar 1988    | Worcester           | Vereinigte Staaten                      | Centrum Center                    |
| 2                   | 28. Februar 1988    | Worcester           | Vereinigte Staaten                      | Centrum Center                    |
| 3                   | 29. Februar 1988    | Worcester           | Vereinigte Staaten                      | Centrum Center                    |
| 4                   | 3. März 1988        | Chapel Hill         | Vereinigte Staaten                      | Dean E. Smith Center              |
| 5                   | 4. März 1988        | Chapel Hill         | Vereinigte Staaten                      | Dean E. Smith Center              |
| 6                   | 8. März 1988        | Philadelphia        | Vereinigte Staaten                      | Spectrum                          |
| 7                   | 9. März 1988        | Philadelphia        | Vereinigte Staaten                      | Spectrum                          |
| 8                   | 13. März 1988       | Richfield           | Vereinigte Staaten                      | Coliseum                          |
| 9                   | 14. März 1988       | Richfield           | Vereinigte Staaten                      | Coliseum                          |
| 10                  | 16. März 1988       | Rosemont            | Vereinigte Staaten                      | Rosemont Horizon                  |
| 11                  | 17. März 1988       | Rosemont            | Vereinigte Staaten                      | Rosemont Horizon                  |
| 12                  | 20. März 1988       | Pittsburgh          | Vereinigte Staaten                      | Civic Arena                       |
| 13                  | 22. März 1988       | Atlanta             | Vereinigte Staaten                      | The Omni                          |
| 14                  | 23. März 1988       | Atlanta             | Vereinigte Staaten                      | The Omni                          |
| 15                  | 26. März 1988       | Lexington           | Vereinigte Staaten                      | Rupp Arena                        |
| 16                  | 28. März 1988       | Detroit             | Vereinigte Staaten                      | Joe Louis Arena                   |
| 17                  | 29. März 1988       | Detroit             | Vereinigte Staaten                      | Joe Louis Arena                   |
| 18                  | 1. April 1988       | Uniondale           | Vereinigte Staaten                      | Nassau Veterans Memorial Coliseum |
| 19                  | 2. April 1988       | Uniondale           | Vereinigte Staaten                      | Nassau Veterans Memorial Coliseum |
| 20                  | 4. April 1988       | Landover            | Vereinigte Staaten                      | Capital Center                    |
| 21                  | 5. April 1988       | Landover            | Vereinigte Staaten                      | Capital Center                    |
| Leg 2 – Nordamerika |                     |                     |                                         |                                   |
| 22                  | 12. April 1988      | Houston             | Vereinigte Staaten                      | The Summit                        |
| 23                  | 13. April 1988      | Houston             | Vereinigte Staaten                      | The Summit                        |
| 24                  | 15. April 1988      | Austin              | Vereinigte Staaten                      | Frank Erwin Center                |
| 25                  | 17. April 1988      | St. Louis           | Vereinigte Staaten                      | St. Louis Arena                   |
| 26                  | 20. April 1988      | Denver              | Vereinigte Staaten                      | McNichols Sports Arena            |
| 27                  | 22. April 1988      | Los Angeles         | Vereinigte Staaten                      | Memorial Sports Arena             |
| 28                  | 23. April 1988      | Los Angeles         | Vereinigte Staaten                      | Memorial Sports Arena             |
| 29                  | 25. April 1988      | Los Angeles         | Vereinigte Staaten                      | Memorial Sports Arena             |
| 30                  | 27. April 1988      | Los Angeles         | Vereinigte Staaten                      | Memorial Sports Arena             |
| 31                  | 28. April 1988      | Los Angeles         | Vereinigte Staaten                      | Memorial Sports Arena             |
| 32                  | 2. Mai 1988         | Mountain View       | Vereinigte Staaten                      | Shoreline Amphitheatre            |
| 33                  | 3. Mai 1988         | Mountain View       | Vereinigte Staaten                      | Shoreline Amphitheatre            |
| 34                  | 5. Mai 1988         | Tacoma              | Vereinigte Staaten                      | Tacoma Dome                       |
| 35                  | 6. Mai 1988         | Tacoma              | Vereinigte Staaten                      | Tacoma Dome                       |
| 36                  | 9. Mai 1988         | Bloomington         | Vereinigte Staaten                      | Met Center                        |
| 37                  | 10. Mai 1988        | Bloomington         | Vereinigte Staaten                      | Met Center                        |
| 38                  | 13. Mai 1988        | Indianapolis        | Vereinigte Staaten                      | Market Square Arena               |
| 39                  | 16. Mai 1988        | New York City       | Vereinigte Staaten                      | Madison Square Garden             |
| 40                  | 18. Mai 1988        | New York City       | Vereinigte Staaten                      | Madison Square Garden             |
| 41                  | 19. Mai 1988        | New York City       | Vereinigte Staaten                      | Madison Square Garden             |
| 42                  | 22. Mai 1988        | New York City       | Vereinigte Staaten                      | Madison Square Garden             |
| 43                  | 23. Mai 1988        | New York City       | Vereinigte Staaten                      | Madison Square Garden             |
| Leg 3 – Europa      |                     |                     |                                         |                                   |
| 44                  | 11. Juni 1988       | Turin               | Italien                                 | Stadio Comunale Vittorio Pozzo    |
| 45                  | 15. Juni 1988       | Rom                 | Italien                                 | Stadio Flaminio                   |
| 46                  | 16. Juni 1988       | Rom                 | Italien                                 | Stadio Flaminio                   |
| 47                  | 19. Juni 1988       | Paris               | Frankreich                              | Hippodrome de Vincennes           |
| 48                  | 21. Juni 1988       | Birmingham          | England                                 | Villa Park                        |
| 49                  | 22. Juni 1988       | Birmingham          | England                                 | Villa Park                        |
| 50                  | 25. Juni 1988       | London              | England                                 | Wembley Stadium                   |
| 51                  | 28. Juni 1988       | Rotterdam           | Niederlande                             | Stadion Feijenoord                |
| 52                  | 29. Juni 1988       | Rotterdam           | Niederlande                             | Stadion Feijenoord                |
| 53                  | 2. Juli 1988        | Stockholm           | Schweden                                | Olympiastadion                    |
| 54                  | 3. Juli 1988        | Stockholm           | Schweden                                | Olympiastadion                    |
| 55                  | 7. Juli 1988        | Dublin              | Irland                                  | RDS Arena                         |
| 56                  | 9. Juli 1988        | Sheffield           | England                                 | Bramall Lane                      |
| 57                  | 10. Juli 1988       | Sheffield           | England                                 | Bramall Lane                      |
| 58                  | 12. Juli 1988       | Frankfurt am Main   | Deutschland                             | Waldstadion                       |
| 59                  | 14. Juli 1988       | Basel               | Schweiz                                 | St. Jakob-Stadion                 |
| 60                  | 17. Juli 1988       | München             | Deutschland                             | Olympia-Reitstadion Riem          |
| 61                  | 19. Juli 1988       | Ost-Berlin          | Deutschland Demokratische Republik 1949 | Radrennbahn Weißensee             |
| 62                  | 22. Juli 1988       | Berlin              | Deutschland                             | Waldbühne                         |
| 63                  | 25. Juli 1988       | Kopenhagen          | Danemark                                | Idrætsparken                      |
| 64                  | 27. Juli 1988       | Oslo                | Norwegen                                | Valle Hovin                       |
| 65                  | 30. Juli 1988       | Bremen              | Deutschland                             | Weserstadion                      |
| 66                  | 2. August 1988      | Madrid              | Spanien                                 | Estadio Vicente Calderón          |
| 67                  | 4. August 1988      | Barcelona           | Spanien                                 | Camp Nou                          |

## Band
- Bruce Springsteen: Gesang, Gitarre, Mundharmonika
- Clarence Clemons: Saxophon, Percussion, Hintergrundgesang
- Nils Lofgren: Gitarre, Hintergrundgesang
- Garry Tallent: Bass
- Danny Federici: Hammond-Orgel
- Roy Bittan: Klavier, Keyboards
- Max Weinberg: Schlagzeug
- Patti Scialfa: Gitarre, Percussion, Hintergrundgesang
- Mario Cruz: Saxophon
- Eddie Manion: Saxophon
- Mark Pender: Trompete
- Richie ‚La Bamba‘ Rosenberg: Posaune
- Mike Spengler: Trompete